# NAIA Division I 2002 (pallavolo maschile)
La NAIA Division I 2002 si è svolta dal 19 al 20 aprile 2002: al torneo hanno partecipato 6 squadre di pallavolo universitarie e la vittoria finale è andata per la prima volta alla William Woods University.

## Squadre partecipanti
- California Baptist
- Lindenwood
- Marycrest International
- Missouri Baptist
- Park
- William Woods

## Torneo

### Girone A

#### Risultati
| 19 aprile 2002 -, Saint Charles | William Woods    | 3 - 2 | Park             |  |
| 19 aprile 2002 -, Saint Charles | Missouri Baptist | 3 - 0 | Park             |  |
| 19 aprile 2002 -, Saint Charles | William Woods    | 3 - 1 | Missouri Baptist |  |

#### Classifica
| Pos. | Squadra          | Pt | G | V | P | SV | SP | Ratio | PF | PS | Ratio |
| ---- | ---------------- | -- | - | - | - | -- | -- | ----- | -- | -- | ----- |
| 1    | William Woods    | 5  | 2 | 2 | 0 | 6  | 3  | 2,000 | -  | -  | -     |
| 2    | Missouri Baptist | 3  | 2 | 1 | 1 | 4  | 3  | 1,333 | -  | -  | -     |
| 3    | Park             | 1  | 2 | 0 | 2 | 2  | 6  | 0,333 | -  | -  | -     |

### Girone B

#### Risultati
| 19 aprile 2002 -, Saint Charles | Lindenwood         | 3 - 0 | Marycrest International | 30-18, 30-27, 30-22 |
| 19 aprile 2002 -, Saint Charles | California Baptist | 3 - 0 | Marycrest International |                     |
| 19 aprile 2002 -, Saint Charles | Lindenwood         | 3 - 0 | California Baptist      | 30-28, 33-31, 33-31 |

#### Classifica
| Pos. | Squadra                 | Pt | G | V | P | SV | SP | Ratio | PF | PS | Ratio |
| ---- | ----------------------- | -- | - | - | - | -- | -- | ----- | -- | -- | ----- |
| 1    | Lindenwood              | 6  | 2 | 2 | 0 | 6  | 0  | MAX   | -  | -  | -     |
| 2    | California Baptist      | 3  | 2 | 1 | 1 | 3  | 3  | 1,000 | -  | -  | -     |
| 3    | Marycrest International | 0  | 2 | 0 | 2 | 0  | 6  | 0,000 | -  | -  | -     |

### Semifinali
| 20 aprile 2002 -, Saint Charles | William Woods | 3 - 0 | California Baptist |                     |
| 20 aprile 2002 -, Saint Charles | Lindenwood    | 3 - 0 | Missouri Baptist   | 30-23, 30-21, 30-23 |

### Finale
| 20 aprile 2001 -, Saint Charles | William Woods | 3 - 2 | Lindenwood | 18-30, 29-31, 30-28, 30-17, 19-17 |

## Premi individuali
| Premio              | Giocatore            | Squadra            |
| ------------------- | -------------------- | ------------------ |
| MVP                 | Nicholas Ptaschinski | William Woods      |
| All-Tournament Team | Sergio Rose          | California Baptist |
| All-Tournament Team | ?                    | ?                  |
| All-Tournament Team | ?                    | ?                  |
| All-Tournament Team | ?                    | ?                  |
| All-Tournament Team | ?                    | ?                  |
| All-Tournament Team | ?                    | ?                  |